# Evan Williams (giocatore di football americano)
Evan Williams (Los Gatos, 28 luglio 2001) è un giocatore di football americano statunitense che milita nel ruolo di safety per i Green Bay Packers della National Football League (NFL).

## Carriera universitaria

### Fresno State
Nella sua prima stagione a Fresno State nel 2019, Williams misea segno 40 tackle, 2 passaggi deviate, un intercetto, un fumble forzato e uno recuperato. Nel 2020 ebbe 27 tackle e un fumble forzato, venendo nominato menzione onorevole della Mountain West Conference. Nel 2021 totalizzò 92 tackle e tre intercetti, venendo inserito nella formazione ideale della Mountain West. Nel 2022 ebbe 69 tackle, un sack e quattro passaggi deviati, venendo inserito nella seconda formazione ideale della Mountain West. A fine anno optò per cambiare istituto.

### Oregon
Williams alla fine decise di giocare con gli Oregon Ducks. Nell’unica stagione con la squadra fu inserito nella seconda formazione ideale della Pac-12 Conference.

## Carriera professionistica

### Green Bay Packers
Williams fu scelto nel corso del quarto giro (111º assoluto) del Draft NFL 2024 dai Green Bay Packers. Debuttò come professionista subentrando nel primo turno nella sconfitta contro i Philadelphia Eagles per 34-29 alla Corinthias Arena di San Paolo, in Brasile. La settimana successiva fece registrare il suo primo intercetto su Anthony Richardson degli Indianapolis Colts. La sua prima stagione si chiuse con 49 tackle, un intercetto e un fumble forzato in 13 presenze, di cui 6 come titolare, venendo inserito nella formazione ideale dei rookie dalla Pro Football Writers of America.

## Palmarès
- PFWA All-Rookie Team - 2024